# Лахана, Эмма
Э́мма Кейт Лаха́на  (англ. Emma Kate Lahana, род. 27 июня 1984, Окленд, Новая Зеландия) — новозеландская актриса. Наиболее известна по ролям Киры Форд, одной из Жёлтых Рейнджеров во франшизе «Могучие рейнджеры», в «Могучие рейнджеры: Дино Гром» и Дженнифер Мэйсон в четвёртом сезоне мистического телесериала «Хейвен».

## Биография
Эмма Кейт Лахана родилась 27 июня 1984 года в Окленде, Новая Зеландия.

## Фильмография
| Год          | Русское название                                | Оригинальное название             | Роль                                  | Примечания                                                 |
| ------------ | ----------------------------------------------- | --------------------------------- | ------------------------------------- | ---------------------------------------------------------- |
| 2000—2001    | Шортланд-стрит                                  | Shortland Street                  | Эрин Кингстон                         | Телесериал                                                 |
| 2003         | Заветное желание                                | You Wish!                         | Фиона                                 | ТВ фильм                                                   |
| 2004         | Могучие рейнджеры: Дино Гром                    | Power Rangers Dino Thunder        | Кира Форд / Жёлтый Рейнджер           | 38 эпизодов                                                |
| 2005         | Могучие рейнджеры: Космический патруль «Дельта» | Power Rangers S.P.D.              | Кира Форд / Жёлтый Рейнджер           | Эпизоды: «Wormhole» и «History»                            |
| 2007         | Никто                                           | Nobody                            | Кара                                  | ТВ фильм                                                   |
| 2007         | Сверхъестественное                              | Supernatural                      | Джен                                  | Эпизод: «Tall Tales»                                       |
| 2007         | Кайл XY                                         | Kyle XY                           | девушка                               | Эпизод: «Does Kyle Dream of Electric Fish?»                |
| 2007         | Агент пришельцев                                | Alien Agent                       | Джули                                 | Видео                                                      |
| 2007         | Могучие рейнджеры: Операция «Овердрайв»         | Power Rangers Operation Overdrive | Кира Форд / Жёлтый Рейнджер           | Эпизоды: «Once a Ranger: Part 1» и «Once a Ranger: Part 2» |
| 2008         | Звёздные врата: Атлантида                       | Stargate Atlantis                 | Эва Диксон                            | Эпизод: «Outcast»                                          |
| 2008         | Секс в другом городе                            | The L Word                        | Мисси П.                              | Эпизод: «Lesbians Gone Wild»                               |
| 2008         | Удар по воротам 3: Молодёжная лига              | Slap Shot 3: The Junior League    | Шайни Бэйкер                          | Видео                                                      |
| 2008         | Опыт с девушкой                                 | Girlfriend Experience             | актриса Эдриан                        |                                                            |
| 2009         | Хрупкость                                       | Fragile                           | Дженнифер Фостер                      | Короткометражка                                            |
| 2009         | Папенькин сынок                                 | Ratko: The Dictator's Son         | потеющая девушка из женского общества |                                                            |
| 2009         | Ясновидец                                       | Psych                             | официантка                            | Эпизод: «An Evening with Mr. Yang»                         |
| 2009         | Полярная буря                                   | Polar Storm                       | Зои                                   | ТВ фильм                                                   |
| 2009         | Охранник                                        | The Guard                         | Эмили Григ                            | 3 эпизода                                                  |
| 2010         | Призрачность                                    | Transparency                      | Алекс                                 |                                                            |
| 2010         | Уважаемый мистер Гейси                          | Dear Mr. Gacy                     | Алисса                                |                                                            |
| 2010         | Семь смертных грехов                            | Seven Deadly Sins                 | Бэт Мэннинг                           | Эпизоды: «1.1» и «1.2»                                     |
| 2010         | Хартлэнд                                        | Heartland                         | Блэр                                  | Эпизод: «Homecoming»                                       |
| 2010—2011    | Адские кошки                                    | Hellcats                          | Шарлотта Монро                        | 12 эпизодов                                                |
| 2011         | Хартлэнд                                        | Heartland                         | Блэр                                  | Эпизод: «Moods Swings»                                     |
| 2011         | Рождество по обмену                             | Trading Christmas                 | Хезер Спенглер                        | ТВ фильм                                                   |
| 2012         | Биг Тайм Фильм                                  | Big Time Movie                    | Пенни Лейн                            | ТВ фильм                                                   |
| 2012         | Доктор Эмили Оуэнс                              | Emily Owens, M.D.                 | Ханна                                 | Эпизод: «Emily and... the Question of Faith»               |
| 2013         | Арктический воздух                              | Arctic Air                        | Алекс                                 | 6 эпизодов                                                 |
| 2013         | Хейвен                                          | Haven                             | Дженнифер Мэйсон                      | Второстепенная роль; Сезон 4                               |
| 2013         | После вечеринки                                 | Afterparty                        | Хейли                                 |                                                            |
| 2016 — н. в. | Частные сыщики                                  | Private Eyes                      | Холли Браун                           |                                                            |
| 2018—2019    | Плащ и Кинжал                                   | Cloak & Dagger                    | Детектив Бриджит О'Рейли, Мэйхем      |                                                            |